# Liste der Monuments historiques in Mortagne-sur-Sèvre
Die Liste der Monuments historiques in Mortagne-sur-Sèvre führt die Monuments historiques in der französischen Gemeinde Mortagne-sur-Sèvre auf.

## Liste der Bauwerke
| Bezeichnung      | Beschreibung                  | Standort | Kennzeichnung | Schutzstatus | Datum | Bild           |
| ---------------- | ----------------------------- | -------- | ------------- | ------------ | ----- | -------------- |
| Kirche St-Pierre | Erbaut im 12./13. Jahrhundert | (Lage)   | PA00110172    | Classé       | 1906  | weitere Bilder |